# Метинген (Бајерн)
Метинген (њем. Möttingen) општина је у њемачкој савезној држави Баварска. Једно је од 43 општинска средишта округа Донау-Рис. Према процјени из 2010. у општини је живјело 2.482 становника. Посједује регионалну шифру (AGS) 9779185.

## Географски и демографски подаци
Метинген се налази у савезној држави Баварска у округу Донау-Рис. Општина се налази на надморској висини од 415 метара. Површина општине износи 31,8 km². У самом мјесту је, према процјени из 2010. године, живјело 2.482 становника. Просјечна густина становништва износи 78 становника/km².